# Korto Reeves Williams
Korto Reeves Williams est une militante féministe libérienne. Elle est notamment la directrice nationale et la coordonnatrice pour les droits des femmes de l'organisation ActionAid Liberia. Membre du conseil d'administration d'Urgent Action Fund en Afrique, elle participe également au Liberia Feminist Forum et à l'African Feminist Forum.

## Formation
Korto Reeves Williams est titulaire d'une maîtrise en développement durable de la School of International Training, devenu le SIT Graduate Institute du Vermont, aux États-Unis.

## Engagements
Korto Reeves Williams est la directrice et coordinatrice des droits des femmes pour le mouvement ActionAid au Liberia,. Lors de sa visite au Libéria en février 2011, l'actrice britannique Emma Thompson fait part à Korto Reeves Williams de l'imposante présence des forces de l'ONU sur son chemin depuis l'aéroport. La militante lui confirme vouloir quitter prochainement son poste à l'ONU, car celui-ci dénote avec la volonté des jeunes militants qui veulent voir les choses prendre forme sur le terrain.
Korto Reeves Williams est notamment l'auteure de la publication académique Beyond Mass Action: A Study Of Collective Organizing Among Liberian Women Using Feminist Movement Perspectives. Elle contribue régulièrement au magazine Common Cause. Elle participe également à la publication de Voice, Power and Soul: A Portrait of African Feminists.
Dans un éditorial de septembre 2017 pour The Bush Chicken, Korto Reeves Williams et sa co-auteure, Robtel Neajai Pailey, critique ouvertement la présidente du Liberia, Ellen Johnson Sirleaf, première femme élue à la tête du pays,,. Elles déclarent notamment qu'au cours de ses 12 années à la tête du pays, elle n'a rien mis en place pour les femmes hormis des promesses pour remporter leurs votes,.